# Ağcabədi (Stadt)
Ağcabədi oder Agdschabedi (historisch auch armenisch Բեղամէջ Beghamedsch oder russisch Агджабеди) ist eine Stadt im zentralen Aserbaidschan mit 43.000 Einwohnern. Sie ist Hauptstadt des Bezirks Ağcabədi.

## Söhne der Stadt
- Üzeyir Hacıbəyov
- Vilayat Guliyev

## Partnerschaften
- Batumi
- Rize